# Orowe
Orowe ('Ôrôê, Boewe) és una llengua austronèsica parlada majoritàriament a l'àrea tradicional d'Ajië-Aro, al municipis de Bourail, a la Província del Nord, Nova Caledònia. Té uns 490 parlants nadius.